# Lars Fredén
Lars Fredén, född 1951, är en svensk tidigare diplomat.
Fredén gjorde värnplikten vid Tolkskolan. År 1989 blev han den första diplomaten från något land sedan den sovjetiska ockupationen 1940 att stationeras i Lettland. Fredén var sedan Carl Bildts rådgivare för Baltikum 1992-1994, andreman i Moskva 1995-1998 och chef för den internationella avdelningen vid ESA i Paris 2003-2006. Han har även varit ambassadör i Zagreb, Skopje, Pristina och Tirana innan han blev Sveriges ambassadör i Kina med sidoackreditering i Mongoliet från 2010 till 2016. 
Fredén var den förste svenske Kinaambassadör som redan kunde kinesiska vid tillträdet, och med sex år på posten tangerade han Lennart Petri (1963-1969) och Lars Bergqvist (1982-1988) som den moderne Kinaambassadör som suttit längst.

## Fritidsintressen
Varje jul och nyår under sin tid i Kina medverkade Fredén i den kinesiska uppsättningen av Tjajkovskijs Nötknäpparen tillsammans med Kinas nationalbalett, då han spelade rollen som "Utlänningen".